# Wen-čchang
Wen-čchang (čínsky pchin-jinem Wénchāng, znaky 文昌) je městský okres na severozápadě provincie Chaj-nan. Má rozlohu 2488 km² a v roce 2020 v něm žilo přes 560 tisíc obyvatel. Správním sídlem a městským jádrem okresu je městys Wen-čcheng. Wen-čchangem prochází vysokorychlostní trať Chajnanský východní okruh a na východě okresu se nachází státní kosmodrom Wen-čchang a stejnojmenný komerční kosmodrom.

## Geografie

### Poloha
Wen-čchang leží na severozápadě ostrovní provincie Chaj-nan. Na západě hraničí s městskou prefekturou Chaj-kchou, okresem Ting-an a na jihozápadě s městským okresem Čchiung-chaj. Ze severu, z východu a z jihovýchodu je omýván vodami Jihočínského moře, na severu konkrétně Chajnanským průlivem.

### Vodstvo
Wen-čchengem protéká řeka Wen-čchang, která vtéká do zátoky Pa-men (čínsky pchin-jinem Bāménwān, znaky zjednodušené 八门湾) a následně do Jihočínského moře.

### Podnebí
Wen-čchang má vlhké tropické monzunové podnebí (Aw). Pobřežní oblasti jsou větrné. Až 75% tajfunů, které zasáhnou Chaj-nan, prochází právě Wen-čchangem.

## Administrativní členění

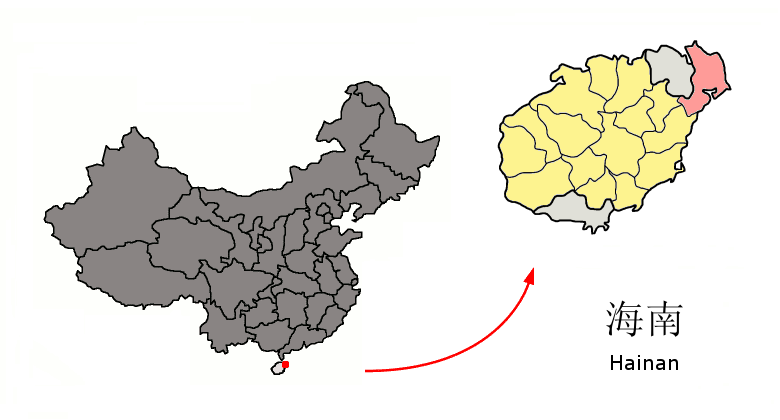
Wen-čchang (světle červeně) na mapě Chaj-nanu

Wen-čchang je městský okres, který spadá přímo pod jurisdikci provincie Chaj-nan. Dělí se na 17 městysů.
| Název (čínsky) | Název (čínsky) | Název (čínsky) |
| Český přepis   | Znaky          | Pchin-jin      |
| Městys         | Městys         | Městys         |
| -------------- | -------------- | -------------- |
| Wen-čcheng     | 文城镇         | Wénchéng zhèn  |
| Čchung-sing    | 重兴镇         | Zhòngxìng zhèn |
| Pcheng-laj     | 蓬莱镇         | Pénglái zhèn   |
| Chuej-wen      | 会文镇         | Huìwén zhèn    |
| Tung-lu        | 东路镇         | Dōnglù zhèn    |
| Tchan-niou     | 潭牛镇         | Tánniú zhèn    |
| Tung-ke        | 东阁镇         | Dōnggé zhèn    |
| Wen-ťiao       | 文教镇         | Wénjiào zhèn   |
| Tung-ťiao      | 东郊镇         | Dōngjiāo zhèn  |
| Lung-lou       | 龙楼镇         | Lónglóu zhèn   |
| Čchang-sa      | 昌洒镇         | Chāngsǎ zhèn   |
| Weng-tchien    | 翁田镇         | Wēngtián zhèn  |
| Pao-luo        | 抱罗镇         | Bàoluō zhèn    |
| Feng-pcho      | 冯坡镇         | Féngpō zhèn    |
| Ťin-šan        | 锦山镇         | Jǐnshān zhèn   |
| Pchu-čchien    | 铺前镇         | Pùqián zhèn    |
| Kung-pcho      | 公坡镇         | Gōngpō zhèn    |

## Doprava

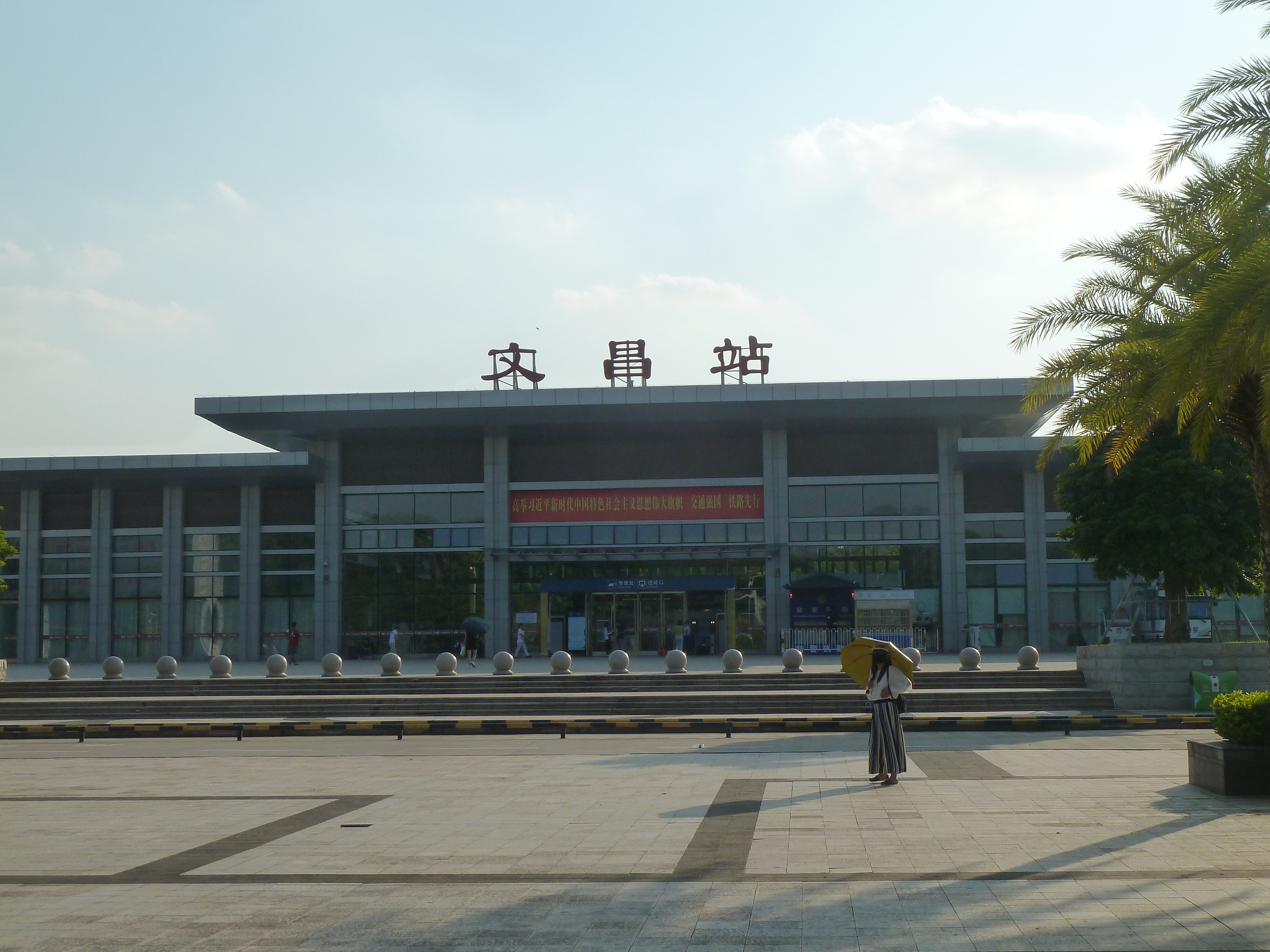
Železniční nádraží ve Wen-čchangu

### Železniční
- Vysokorychlostní trať Chajnanský okruh – východní úsek, stanice Wen-čchang

### Silniční
- Dálnice G9812 Chaj-kchou –⁠ Čchiung-chaj
- Státní silnice 223 (vede krátce na západě okresu, skrz městys Pcheng-laj)

## Kosmodrom
Na nejvýchodnějším cípu okresu se nachází Kosmodrom Wen-čchang, čtvrtý a nejjižnější čínský kosmodrom určený především pro starty vesmírných plavidel čínských státních agentur a armády, uvedený do provozu v roce 2014. V jeho těsném sousedství byl o 10 let později prvním startem zahájena činnost prvního čínského komerčního kosmodromu, vybudovaného za dva roky jako součást Chajnanského přístavu volného obchodu (Hainan Free Trade Port), který rozšiřuje kapacitu pro komerční aktivity čínského vesmírného programu.

## Školství
- Chajnanská vysoká škola cizích jazyků

## Významní lidé

### Rodáci
- Charles Soong, čínský obchodník a otec sester Sungových
- Čang Jün-i, komunistický revolucionář a generál Čínské lidové osvobozenecké armády
- Čchen Cche, admirál Námořnictva Čínské republiky